# Uhtred, Lord of Galloway
Uhtred, Lord of Galloway (auch Uchtred) (* um 1121; † September 1174) war ein schottischer Magnat.

## Herkunft und Teilung des Erbes mit seinem Bruder Gilla Brigte
Uhtred war der älteste Sohn von Fergus, Lord of Galloway, seine Mutter war vermutlich Elizabeth, eine uneheliche Tochter des englischen Königs Heinrich I. Sein Vater war Lord der keltisch geprägten Herrschaft Galloway in Südwestschottland, die nur unterer lockerer Oberhoheit der schottischen Krone stand. Uhtred wird erstmals 1136 in einer Urkunde seines Vaters erwähnt, so dass er zu diesem Zeitpunkt mindestens fünfzehn Jahre alt gewesen war. Vermutlich in den späten 1140er Jahren, mit Sicherheit vor 1153 heiratete Uhtred Gunnilda, eine Tochter von Waltheof of Allerdale aus Cumbria. Waltheof war ein jüngerer Sohn von Gospatric, Earl of Northumbria, und ein entfernter Verwandter des schottischen Königs David I. Über die Familie seiner Frau lernte Uhtred zahlreiche einflussreiche anglonormannische Barone am Königshof kennen. Als Mitgift erhielt Uhtred einen kleinen Landbesitz bei Torpenhow in Cumbria. 1160 rebellierte Uhtreds Vater zusammen mit anderen Magnaten gegen König Malcolm IV., wurde aber von diesem besiegt. Daraufhin verzichtete er auf seine Herrschaft und trat in ein Kloster ein, wo er 1161 starb. Seine beiden Söhne Uhtred und Gilla Brigte teilten nach dem damals in Galloway üblichen Brauch seine Herrschaft auf. Uhtreds Anteil erstreckte sich vom Nith bis zum Water of Fleet, während Gilla Brigte den weiter westlichen Teil von Galloway erhielt.

## Lord of Galloway
Aus der Herrschaftszeit von Uhtred sind nur wenige Urkunden überliefert. Sowohl er wie auch sein Bruder Gilla Brigte standen unter dem Druck der schottischen Könige, die versuchten, Südwestschottland stärker in ihr Reich einzubinden. Zwar nicht in Galloway selbst, doch in den benachbarten Regionen wurden königliche Beamte eingesetzt, und unter Uhtred begann die Feudalisation von Galloway. Wohl unter dem Druck des schottischen Königs Wilhelm I. musste er anglonormannische Ritter wie Walter of Berkeley in das Land lassen. Auch mehrere Verwandte seiner Frau kamen in seine Herrschaft und hatten teils eine prominente Stellung in seinem Haushalt. In Lincluden gründete Uhtred ein Benediktinerinnenkloster. Um 1173 schenkte er vier Kirchen in Galloway, die bislang Iona Abbey gehört hatten, an Holyrood Abbey. Dies gilt als Zeichen, wie im 12. Jahrhundert auch im keltisch geprägten Galloway die Bedeutung der iroschottischen Kirche gegenüber der römischen Kirche zurückging.

## Rebellion gegen den schottischen König, Machtkampf mit seinem Bruder und Tod
Sowohl Uhtred wie auch Gilbert waren selten am schottischen Königshof. Als König Wilhelm 1174 im Krieg gegen den englischen König Heinrich II. in Gefangenschaft geriet, nutzten Uhtred und Gilbert die Gelegenheit, um die schottische Oberherrschaft abzuschütteln und um den anglonormannischen Einfluss einzuschränken. Sie hatten beide am Feldzug des schottischen Königs teilgenommen, waren aber nicht wie der König in Gefangenschaft geraten. Sie kehrten nach Galloway zurück, eroberten das königliche Dumfries Castle, griffen Beamte des schottischen Königs an und töteten die anglonormannischen Siedler. Uhtred wandte sich an den englischen König Heinrich II., mit dem er über seine Mutter verwandt war, um sich seiner Herrschaft anstelle des schottischen Königs zu unterstellen. Aus der Revolte wurde aber ein Bürgerkrieg, als es ab Juli 1174 zwischen den Brüdern zu Spannungen kam. Gilbert ließ seinen Bruder auf der Insel St Mary’s vor Kirkcudbright belagern. Nachdem Uhtred vermutlich im November gefangen genommen worden war, ließ Gilbert ihm die Augen ausstechen und die Zunge und die Genitalien abschneiden. Er starb an diesen Verletzungen.

## Ehe und Nachkommen
Mit Gunnilda hatte er mindestens drei Söhne, darunter:
- Lachlan (auch Roland)
- Fergus

Uhtreds ältester Sohn Lachlan machte es sich zur Aufgabe, seinen Vater zu rächen und sein Erbe zurückzugewinnen. Mit Unterstützung des schottischen Königs konnte er zunächst einen Teil von Galloway zurückerobern, während der andere Teil unter der Herrschaft von Gilbert blieb. Nach Gilberts Tod Anfang 1185 eroberte Lachlan dessen Besitz, dabei starb allerdings einer seiner Brüder. Fergus, der wohl jüngste Sohn von Uhtred, machte zu Beginn des 13. Jahrhunderts als Militär im Dienst von Lachlans Sohn Alan Karriere.